# Daniel Krhut
Daniel Krhut (* 19. října 1982, Ostrava, Československo) je český spisovatel. Je autorem knihy Pašerák snů, která vyšla v roce 2012 v nakladatelství Host. Součástí knihy je autorova prvotina Modrej soumrak nad městem. Od útlého dětství vyrůstal v Brně. Od roku 2013 žije střídavě ve filipínském městě Cagayan de Oro a v kanadském Montréalu.

## Život
Vystudoval obecnou teorii umění na Filozofické fakultě Masarykovy univerzity v Brně.

## Dílo
- Pašerák snů, Host, Brno, 2012, ISBN 978-80-7294-636-5 - román